# Mousse

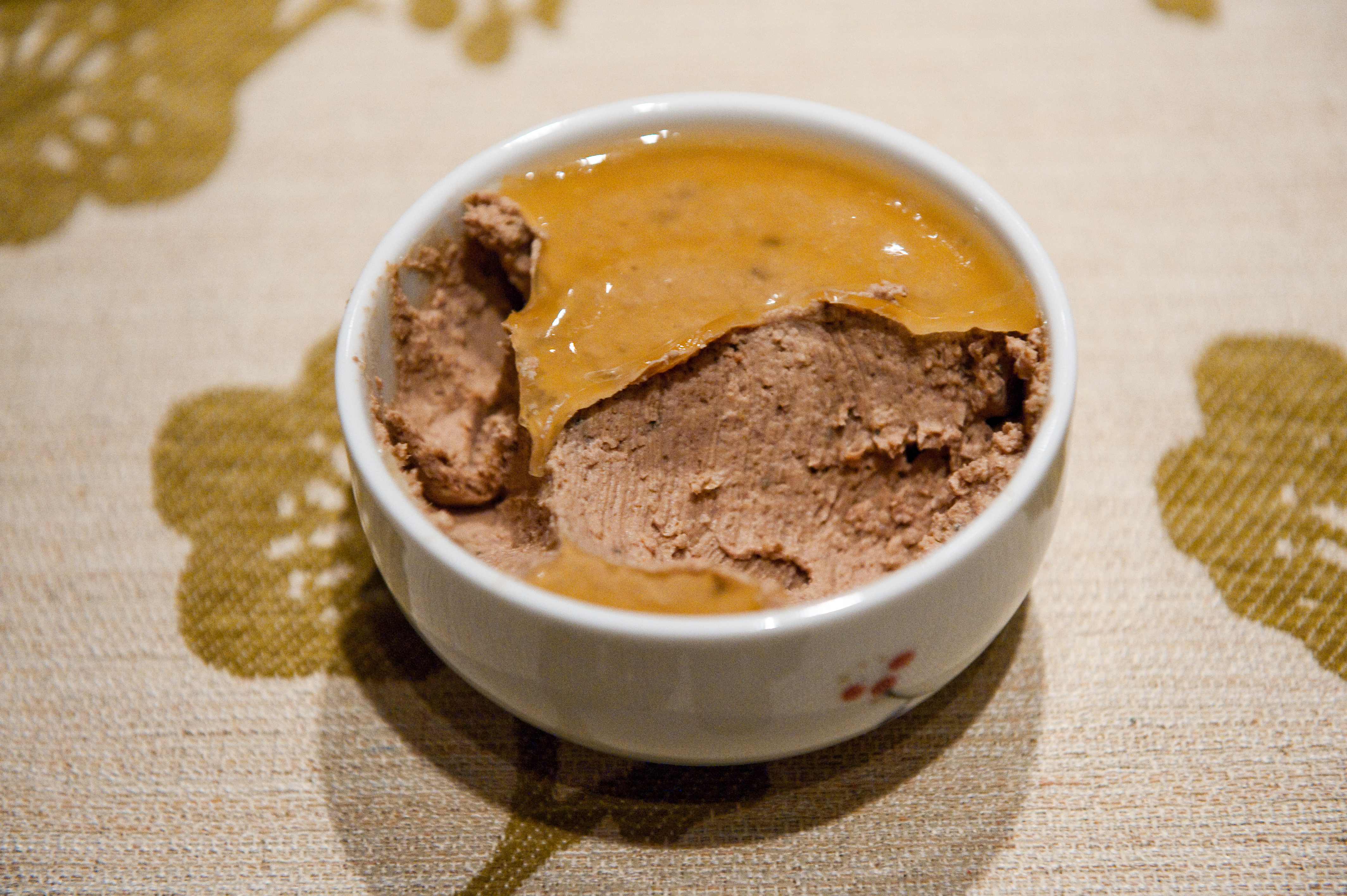
Mousse de pato con oporto.

La mousse (pronunciación en francés: /mus/) es un postre de origen francés, cuya base es la clara de huevo montada a punto de nieve, o la crema de leche batida, los cuales le dan consistencia esponjosa. Las más conocidas son la mousse de chocolate y la mousse de frutas, aunque también gocen de mucha fama las mousses saladas como las mousses de hortalizas o de pescado.
Como término gastronómico, las obras de la Real Academia Española recomiendan utilizar el calco espuma, que cuenta con cierto uso en algunos contextos. Sin embargo, actualmente proponen también la adaptación mus, que ya cuenta con algunos registros, para distinguir en el ámbito culinario esta preparación de las emulsiones conocidas como espumas o aires, creadas con la técnica de sifones introducida en la cocina por el cocinero Ferran Adrià.Estas espumas puede ser dulces o saladas, frías o calientes, y no necesariamente llevan huevo. La técnica de Ferran Adrià se ha popularizado tanto en Francia, que allí también cuenta en el uso común con distintas denominaciones para las espumas con nata y clara de huevo, que conservan su tradicional nombre de mousse, y las espumas propias de la llamada gastronomía molecular, que se denominan y comercializan con los nombres de espuma o de écume (más cercano a escuma, la denominación en catalán del preparado, que también suele utilizar Adrià).
La textura diferencial de la mousse se debe a las claras batidas a punto de nieve y su mezcla con la crema base de la que se parte. Es este merengue lo que confiere a la mousse esa textura tan característica de diminutas burbujas.
Es importante tener en cuenta que las mousses caseras se basan en huevo crudo (las yemas cocinadas ligeramente), con lo que hay que tener precaución de consumirla pronto, y mantenerla refrigerada.
En Uruguay la mousse es un popular relleno de distintos alfajores, y en Argentina, también son populares los alfajores de mousse de chocolate.

## Elaboración básica
Para realizar una mousse, se prepara por un lado el merengue con las claras de huevo y una pizca de sal. Por otro lado, se hace una crema base mezclando las yemas con el azúcar o la sal, según el caso, antes de añadir el ingrediente principal triturado (chocolate, frutas, pescado, marisco, etc.) y la nata. Se incorpora con mucho cuidado la crema al merengue, y se refrigera o se cuece al baño maría dependiendo del tipo de mousse. Se refrigera siempre antes de servir.
Algunas recetas utilizan gelatina sin sabor como el agar para dar a la mousse un aspecto gelificado.

## Moussede chocolate
La mousse de chocolate es un postre original de la cocina francesa, ahora conocido internacionalmente. Consiste en una crema suave y espumosa, que se sirve sola o se utiliza para rellenar tartas dulces.
Este postre se puede elaborar con chocolate blanco o negro, dependiendo el resultado final de la calidad del chocolate empleado. Sus principales ingredientes son huevo, azúcar, chocolate, mantequilla o nata. La elección de la nata o de la mantequilla determinará el resultado final. Si se quiere mantener el fuerte sabor a cacao del chocolate negro, se empleará mantequilla. Si en lugar de mantequilla se emplea nata, el sabor final será más suave y se parecerá más al chocolate con leche.
Por la gran cantidad de nata o de mantequilla, la mousse de chocolate tiene un alto valor calórico.

## Historia
La mousse aparece por primera vez en un recetario de 1755, Les soupers de la cour, del cocinero francés Menon. Describía tres mousses, de café, de chocolate y de azafrán, que se hacían con nata batida a la que se podía añadir claras de huevo. Se servían en unos vasitos de plata o vidrio que recomendaba guardar en hielo un par de horas hasta el momento de consumirlas, en un recipiente de hojalata hecho al uso.